# Erethistes horai
Erethistes horai är en fiskart som först beskrevs av Misra, 1976.  Erethistes horai ingår i släktet Erethistes och familjen Erethistidae. IUCN kategoriserar arten globalt som livskraftig. Inga underarter finns listade i Catalogue of Life.